# MAKUHARIミルキートワラーズ
MAKUHARIミルキートワラーズ（マクハリミルキートワラーズ）とは、千葉県で活動しているバトントワリングのチームである。
Sクラス、育成クラス、A～Eクラスに分かれてレッスンをし、選手権出場レベルの生徒には月に2回、バレエと新体操の特別レッスンがある。
テレビやディズニーでの活動もある。
世界で活躍する選手として、佐古瑞希（2007年世界バトントワリング選手権第一位）、本郷爽花（2007年世界バトントワリング選手権第二位、2008年世界バトントワリング選手権第一位）、佐古友紀（2007年世界バトントワリング選手権シニア部門第四位）、宍倉瑞穂（2007年世界インターナショナルカップ第五位）などがある。